# HD25052
HD25052 є хімічно пекулярною зорею спектрального класу
A7 й має видиму зоряну величину в смузі V приблизно  9,6.